# Skierowane liczby rozmyte
Skierowane liczby rozmyte (ang. ordered fuzzy numbers) – model obiektów matematycznych przydatny przy przetwarzaniu nieprecyzyjnych danych opisywanych liczbami rozmytymi.

## Wady typowych liczb rozmytych
Koncepcja skierowanych liczb rozmytych odbiega nieco od zbiorów rozmytych proponowanych przez L. Zadeha, a w szczególności także od jego liczb rozmytych.
W klasycznym modelu liczb rozmytych, rozumianych jako szczególne zbiory rozmyte określone na uniwersum liczb rzeczywistych, wyniki działań nie są zgodne z intuicją, jaką mamy z obserwacji własności działań na liczbach rzeczywistych. W szczególności pojawia się kilka problemów związanych z prostymi operacjami arytmetycznymi. Na przykład: jeśli wykonamy działanie dodawania na liczbach rozmytych A + B = C, które wykorzystuje bądź zasadę rozszerzenia Zadeha bądź arytmetykę przedziałową, wcale nie oznacza to, że odejmując od wyniku C liczbę B uzyskamy z powrotem A.
|  |  | {\displaystyle A+B=C,\quad {}} ale {\displaystyle {}\quad C-B\neq A.} |  | (1) |

Wiąże się ze stałym wzrostem nośnika (czyli tzw. rozmycia) na skutek wykonywania działań. Innymi słowy: niezależnie czy dodajemy liczby rozmyte, czy też je odejmujemy – nośnik (w uproszczeniu – szerokość liczby rozmytej) powiększa się i tym samym powiększają się przedziały nieprecyzyjności. Dzieje się tak dla dowolnych liczb rozmytych, które nie są singletonami, tzn. (ostrymi) liczbami rzeczywistymi. Mechanizm ten jest niekorzystny, gdyż bardzo szybko przez szereg działań typu dodawanie i/lub odejmowanie może to doprowadzić do powstania takiej liczby:

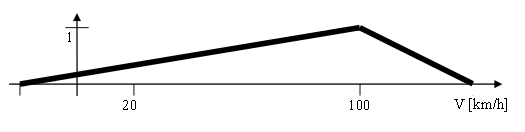
Rys. 1. Przykład liczby rozmytej zbyt „szerokiej”

Liczba ta może opisywać nieprecyzyjny termin „duża prędkość”. Zgodnie z ogólną ideą zbiorów rozmytych oznaczałoby to, że w danych okolicznościach prędkość 100 km/h uznawana jest w 100% za „dużą”. Co ciekawe, w tych samych okolicznościach prędkość 10 km/h uznawana jest również za „dużą” (choć już nie w 100%). Najbardziej niepokojące jest jednak, że prędkość 5 km/h w jakimś niewielkim stopniu interpretowana jest także jako „duża prędkość”. Jak widać interpretacja takiej liczby jest co najmniej niespójna. Problemy z interpretacją nie są jedynym niekorzystnym efektem własności działań na typowych liczbach rozmytych, niemniej wystarcza to, aby uzasadnić poszukiwania lepszych rozwiązań.
Istnieją różne podejścia (patrz np. Sanchez, Klir), zwykle dość złożone, które pozwalają na obejście powyższego problemu z działaniami na liczbach rozmytych.
Model skierowanych liczb rozmytych jest względnie prostą w implementacji alternatywą dla tych rozwiązań.

## Definicja formalna

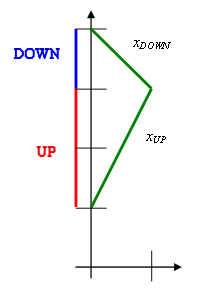
Rys. 2. Skierowana liczba rozmyta

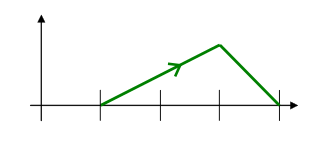
Rys. 3. Skierowana liczba rozmyta przekształcona do postaci klasycznej – uproszczona notacja

Skierowana liczba rozmyta definiowana jest następująco.
DEFINICJA 1. Skierowaną liczbą rozmytą (ang. Ordered Fuzzy Number (OFN)) A nazywamy uporządkowaną parę funkcji
|  |  | {\displaystyle A=(x_{up};x_{down});} |  | (2) |

gdzie obydwie funkcje są ciągłe oraz {\displaystyle x_{up};x_{down}:[0;1]\to R.}
Poszczególne funkcje nazywamy odpowiednio: częścią (ramieniem) up (wznoszącą) i częścią (ramieniem) down (opadającą) skierowanej liczby rozmytej A. Z ciągłości obu części wynika, że ich obrazy (zbiory wartości) są ograniczonymi przedziałami, którym przypisujemy nazwy UPA i DOWNA (rys. 2). Ustalamy też odpowiednie symbole dla oznaczenia granic tych przedziałów UPA = (lA, 1A) oraz DOWNA = (1+A, pA), gdzie
|  |  | {\displaystyle l_{A}=x_{up}(0),1_{A}=x_{up}(1),1_{A}=x_{down}(1),p_{A}=x_{down}(0)} |  | (3) |

Należy tutaj zauważyć, że przedziały UPA; DOWNA są przedziałami skierowanymi (Kaucher), więc mogą nie spełniać warunków lA≤1−A, czy 1+A ≤ pA.
W przypadku silnej monotoniczności obu części pary (xup; xdown) istnieje możliwość ustalenia dla nich funkcji odwrotnych, tj. też pary (x−1up; x−1down). W efekcie zostanie uzyskany kształt znany z klasycznych liczb rozmytych, tj. funkcja przynależności, powiedzmy μA, gdzie część rosnącą funkcji przynależności μA|up opisuje x−1up, zaś część malejącą μA|down opisuje x−1down. Pozostaje dodanie oznaczenia kierunku – najprościej przy pomocy strzałki. Wskazuje ona porządek, czyli kolejność (jako pary funkcji), wynikającą z definicji: od części up do części down.
Efekt takiego przekształcenia liczby z rys. 2 przedstawiony jest na rys. 3. Zwróćmy uwagę, że na rys. 2 zmienną niezależną jest {\displaystyle y\in [0;1],} zaś na rys. 3 zmienną niezależną jest {\displaystyle x\in R} występujące jako zmienna zależna na rys. 2. Zauważmy, że strzałka na wykresie rys. 3 może być przeciwna, gdy zmienimy kolejność w parze reprezentującą Skierowaną Liczbę Rozmytą. Tak więc jeśli podamy. funkcję przynależności klasycznej liczby rozmytej, to można jej przyporządkować dwie różne Skierowane Liczby Rozmyte, różniące się właśnie skierowaniem, tj. strzałką na wykresie.
Największą zaletą takiej definicji liczby rozmytej jest możliwość zdefiniowania wszelkich działań znanych w teorii funkcji, gdzie działania są wykonywane na parach funkcji, po każdym elemencie pary. W efekcie przenosimy obliczenia na funkcjach, czyli na ich wartościach, które są liczbami rzeczywistymi, na wielkości rozmyte, zachowując własności działań na liczbach rzeczywistych.

## Definicja działań na skierowanych liczbach rozmytych
Aby dopełnić model Skierowanych Liczb Rozmytych należy podać sposób realizowania działań matematycznych.
Dla uproszczenia oznaczmy częścią up jako x↑ i częścią down jako x↓.
DEFINICJA 2. Niech będą dane trzy skierowane liczby rozmyte A =
(x↑A; x↓A), B = (x↑B; x↓B) oraz C = (x↑C; x↓C). Mówimy że:
Liczba C jest wynikiem dodawania A i B, zapisywanym C = A + B, jeśli
|  |  | {\displaystyle \forall _{y\in [0;1]}[x_{A}^{\uparrow }(y)+x_{B}^{\uparrow }(y)=x_{C}^{\uparrow }(y)\land x_{A}^{\downarrow }(y)+x_{B}^{\downarrow }(y))=x_{C}^{\downarrow }(y)];} |  | (4) |

Liczba C jest wynikiem mnożenia A i B, zapisywanym C = A·B, jeśli
|  |  | {\displaystyle \forall _{y\in [0;1]}[x_{A}^{\uparrow }(y)\cdot x_{B}^{\uparrow }(y)=x_{C}^{\uparrow }(y)\land x_{A}^{\downarrow }(y)\cdot x_{B}^{\downarrow }(y))=x_{C}^{\downarrow }(y)].} |  | (5) |

Liczba C jest wynikiem dzielenia A przez B, zapisywanym C = A/B, jeśli
|  |  | {\displaystyle \forall _{y\in [0;1]}{\big [}x_{B}^{\uparrow }(y))\neq 0\land x_{B}^{\downarrow }(y)\neq 0{\big ]}} |

oraz
|  |  | {\displaystyle \forall _{y\in [0;1]}\left[{\frac {x_{A}^{\uparrow }(y)}{x_{B}^{\uparrow }(y)}}=x_{C}^{\uparrow }(y)\land {\frac {x_{A}^{\downarrow }(y)}{x_{B}^{\downarrow }(y)}}=x_{C}^{\downarrow }\right].} |  | (6) |

Odejmowanie jest dodaniem liczby przeciwnej, którą uzyskamy jako wynik mnożenia przez liczbę rzeczywistą 1. Liczba ta może być reprezentowana przez tak zwany singleton. Singleton jako skierowana liczba rozmyta, to para funkcji równych i stałych. Po przekształceniu do postaci typowych liczb rozmytych jest to pionowy odcinek o długości jeden w danym argumencie. Jest on bardzo podobny singletonowi w kontekście typowych liczb rozmytych.
Przyglądając się poszczególnym działaniom widzimy, że są to w rzeczywistości operacje na odpowiadających sobie częściach OFN.
Ciekawą własnością działań na skierowanych liczbach rozmytych jest to, że wiele wyników działań jest bardzo zbliżonych, w niektórych wypadkach takich samych, jak w przypadku działań na typowych liczbach rozmytych. To podobieństwo zachodzi, gdy działamy na skierowanych liczbach rozmytych o tym samym skierowaniu. Jednocześnie gdy dodajemy liczby o skierowaniu przeciwnym wówczas rozmytość wyniku zmniejsza się.

## Zastrzeżenia do skierowanych liczb rozmytych
Model skierowanych liczb rozmytych bazuje na nieco innych podstawach niż klasyczne liczby rozmyte. Ponadto wprowadzają dodatkową cechę – skierowanie – której nie ma w typowych liczbach rozmytych. Jednocześnie skierowanie dodaje nowe obszary zastosowań dla koncepcji „rozmytych”.
Zastrzeżeniem może być możliwość uzyskania wyników, które nie mogą być opisane funkcją przynależności znaną ze zbiorów rozmytych. W ich miejsce pojawiają się jednak krzywe przynależności. Ich interpretacja jest przybliżana przez koncepcje rozmytej obserwacji, występującej u Zadeha. Pomocne przy ich interpretacji jest pojęcie niewłaściwych przydziałów występujące w literaturze u Kauchera.